# Lăng mộ Humayun
Lăng mộ Humayun (Hindustan: Maqbara-i Humayun) là lăng mộ của hoàng đế Mogul Humayun nằm ở Đông Nizamuddin, New Delhi, Ấn Độ. Lăng mộ được ủy quyền bởi hoàng hậu Bega Begum vào năm 1569-70 và được thiết kế bởi Mirak Mirza Ghiyas và con trai ông, Sayyid Muhammad, là những kiến trúc sư được hoàng hậu lựa chọn. Đây là lăng mộ trong vườn đầu tiên ở tiểu lục địa Ấn Độ nằm gần thành phố pháo đài Purana Qila, nơi mà lăng mộ được tìm thấy vào năm 1533. Đây là công trình đầu tiên sử dụng đá sa thạch đỏ có quy mô lớn như vậy. Lăng mộ được UNESCO công nhận là Di sản thế giới từ năm 1993 và kể từ đó lăng mộ này trải qua quá trình trùng tu trên diện rộng đã hoàn thành. Bên cạnh lăng mộ chính thì còn có một số di tích nhỏ nằm dọc theo con đường dẫn vào lăng mộ từ hướng tây bao gồm ngôi mộ thậm chí còn có niên đại trước cả lăng mộ chính khoảng 20 năm. Đó là quần thể lăng mộ của Isa Khan Niazi xây dựng năm 1547, một quý tộc người Pashtun dưới triều đại của vua Sher Shah Suri nhà Sur, người đã chiến đấu chống lại đế quốc Mogul.
Quần thể lăng mộ bao gồm lăng mộ chính của Hoàng đế Humayun, nơi lưu giữ mộ của hoàng hậu Bega Begum, Hamida Begum, và cả Dara Shikoh, cháu của hoàng đế và là con trai của Shah Jahan cùng nhiều hoàng đế Mogul sau này khác như Jahandar Shah, Farrukhsiyar, Rafi Ul-Darjat, Rafi Ud-Daulat, Muhammad Kam Bakhsh và Alamgir II. Công trình đại diện cho bước nhảy vọt của kiến trúc Mogul, cùng với vườn Charbagh điển hình của vườn Ba Tư chưa từng thấy trước đó ở Ấn Độ tạo thành quần thể kiến trúc bước ngoặt cho kiến trúc Mogul tiếp sau đó. Lăng mộ Humayun được cho là sự khởi đầu rõ nét hơn từ lăng mộ khiêm tốn của cha ông là hoàng đế Babur được chôn cất ở Bagh-e Babur tại Kabul, Afghanistan. Mặc dù hoàng đế Babur vẫn được coi là người đầu tiên bắt đầu truyền thống được chôn cất tại một khu vườn thiên đường. Xa hơn nữa là Gur-e-Amir, lăng mộ tổ tiên của các hoàng đế Mogul và người chinh phục châu Á, hoàng đế Timur ở Samarkand, tạo tiền lệ cho kiến trúc Mogul của các lăng mộ hoàng gia, và đỉnh cao của kiến trúc này là Taj Mahal tại Agra.
Địa điểm lựa chọn xây dựng lăng mộ là bên bờ sông Yamuna, do nằm gần Nizamuddin Dargah, lăng mộ của Nizamuddin Auliya là một vị thánh Sufi giáo nổi tiếng ở Delhi, người được những nhà cai trị Delhi tôn kính và sinh sống tại Chilla Nizamuddin Auliya ở phía đông bắc lăng mộ. Trong lịch sử của Mogul, hoàng đế cuối cùng của đế quốc là Bahadur Shah Zafar đã từng lánh nạn ở đây trong Cuộc nổi loạn Ấn Độ 1857, cùng với ba hoàng tử bị Đại úy Hodson bắt giữ trước khi bị đày tới Rangoon. Dưới thời triều đại Mamluk, khu vực này nằm dưới pháo đài KiloKheri, kinh đô của Sultan Kequbad, con trai của Nasiruddin.
Quần thể lăng mộ Battashewala nằm trong vùng đệm di sản thế giới của lăng mộ Humayun. Hai khu vực ngăn cách bởi một con đường riêng biệt nhưng được bao bọc trong các bức tường.